# هيئة البحوث الزراعية (السودان)
تعتبر هيئة البحوث الزراعية من أقدم مؤسسات البحث العلمي في أفريقيا والشرق الأوسط، حيث تضطلع بمسئولية القيام بمعظم البحوث التطبيقية في مجال الزراعة والغابات.

## التاريخ
يعود تاريخ البحث العلمي في السودان إلى العقد الأول من القرن الماضي عندما أنشأت في عام 1902 أول مزرعة تجريبية في شندي ( ولاية نهر النيل) وأخرى في الكاملين (ولاية الجزيرة). وفي نفس الوقت أنشأت معامل ويلكم (WELCOME) للبحوث المدارية كجزء من مصلحة التعليم لإجراء البحوث الزراعية في مجالي الكيمياء والحشرات. أعقب ذلك في عام 1904 إنشاء محطة بحوث شمبات للقيام بالبحوث العلمية في النباتات وطرق فلاحتها بالتعاون الوثيق مع معامل ويلكم (WELCOME) للبحوث المدارية.
 أنشأت محطة بحوث الجزيرة في عام 1918 بهدف تقديم النصح والإرشاد للشركة الزراعية في مجال إنتاج القطن وبعض المحاصيل ذات الصلة بالدورة الزراعية في مشروع الجزيرة.
أعقب ذلك إنشاء عدد من محطات البحوث الزراعية في كادقلي (1935) ، يامبيو (1948) ، أبو نعامة (1963) ، خشم القربة (1960) ، الحديبة (1962) وسنار ومعتوق (1963).
قاد هذا التوسع الكبير في مجال البحوث الزراعية في عام 1967 إلى استحداث هيئة البحوث الزراعية كمؤسسة عامة شبه مستقلة، لتجمع تحت مظلتها كل وحدات البحوث والمراكز التخصصية في مجالات تصنيع الأغذية والغابات والمراعي.
وفي عام 2001 تحولت هيئة البحوث الزراعية إلى وزارة العلوم والتكنولوجيا التي أنشأت وقتذاك لتجمع بين أروقتها كل المؤسسات البحثية التابعة للوزارات الأخرى. عادت هيئة البحوث الزراعية إلى وزارة الزراعة والغابات في عام 2010.

## الرؤية
تسعى هيئة البحوث الزراعية إلى تأسيس نظام بحثي متكامل قادر على ألاستفادة من الفرص المتاحة ومواجهة التحديات والمعوقات المتزايدة  للتنمية الزراعية المستدامة والاستجابة للمتغيرات السياسية والاقتصادية والاجتماعية على المستوى الوطني والإقليمي والعالمي.

## الرسالة
القيام بالبحوث والدراسات العلمية والتطبيقية في المجالات الزراعية المختلفة وإعتماد نتائجها والمساهمة في نشر مخرجاتها على مختلف الفئات المستفيدة لتلبية إحتياجات خطط التنمية الزراعية المستدامة في السودان والمتمثلة في النهوض بالإنتاج الزراعي.

## الغايات
تساهم هيئة البحوث الزراعية بالتعاون مع الجهات ذات الصلة في:
- تحقيق الأمن الغذائي والحمد من الفقر
- تحسين الدخل القومي
- تطوير واستدامة الإنتاج الزراعي
- الحفاظ على الموارد الطبيعية

## الأهداف الإستراتيجية
- توليد فيض مستمر من التقانات للنهوض بإنتاجية المحاصيل الزراعية كماً ونوعاً.
- توسيع دائرة البحث ليتسق مع الحاجات البحثية للسلع والنظم الزراعية المتعددة.
- ربط أجندة البحث بالواقع المتاح من موارد القطاع الزراعي وبالتناغم مع مبدأ البحث بدافع الحاجة.
- الاعتبار الكافي لتفاعل أجندة البحث مع نظم الإنتاج والتصنيع والاستهلاك.
- التأكيد على مساهمة البحوث والمخرجات المستهدفة على البيئة والتنمية المستدامة.
- الاهتمام بالبحوث الموجهة نحو الأمن الغذائي والحد من الفقر وتحفيز الصادر.
- تحسين أساليب إنتاج وحفظ التقاوي.
- تطوير وتبني أساليب التقانات الحيوية والهندسة الوراثية وتوظيفها لخدمة الإنتاج الزراعي.
- المساهمة في نقل وتوطين التقانة للمستفيدين.

## البني التحتية
يوجد بهيئة البحوث الزراعية (14) مركزاً بحثياً متخصصاً و (26) محطة بحثية و (2) وحدة بحثية كما يلي:

### المراكز
1. مركز بحوث الغلال
2. مركز بحوث المحاصيل الزيتية
3. مركز بحوث القطن والألياف
4. مركز بحوث المحاصيل البستانية
5. مركز بحوث البقوليات والمحاصيل الواعدة
6. مركز بحوث الغابات والصمغ العربي
7. مركز بحوث المناطق الجافة والإنتاج الحيواني
8. مركز بحوث الهندسة الزراعية ونظم الري وحصاد المياه
9. مركز بحوث استخدامات الأراضي والمياه وتغذية النباتات
10. مركز بحوث الإدارة المتكاملة للآفات الزراعية
11. مركز التقانة والسلامة الحيوية
12. مركز صيانة وبحوث الموارد الوراثية النباتية الزراعية
13. مركز بحوث الدراسات الاقتصادية والسياسات الزراعية
14. مركز بحوث صيانة الأصناف وإنتاج بذور الأساس.

### محطات البحوث
- الزراعة المروية: وتشمل محطات الجزيرة ومعتوق والرهد والسوكي وحلفا الجديدة والحامداب.
- الزراعة بالري التكميلي: وتشمل محطات بحوث سنار وأبونعامة والنيل الأبيض (كوستي)
- الزراعة النيلية: وتشمل محطات بحوث الحديبة وشندي وشمبات ودنقلا ومروي.
- الزراعة المطرية التقليدية: وتشمل محطات بحوث الأبيض ونيالا والفاشر وكادوقلي    والجنينة والضعين وزالنجي والفولة.
- الزراعة المطرية الآلية: وتشمل محطتي بحوث الدمازين والقضارف
- الزراعة الفيضية: وتشمل محطتي بحوث كسلا والقاش والبحر الأحمر (طوكر).

### الوحدات البحثية
- زراعة الأنسجة
- بحوث الأصماغ

للهيئة 24 برنامجاً بحثياً مؤسس على المحاصيل السلعية أو التخصصات العلمية وتغطي المحاور التالية:
- تحسين الأصناف والتعزيز الوراثي.
- تطوير المعاملات الفلاحية.
- تطوير وسائل آمنة ومتكاملة لإدارة الآفات الزراعية.
- تنمية الموارد الطبيعية الزراعية والمحافظة عليها.
- تحليل الجوانب الاقتصادية والاجتماعية وتحليل السياسات.

## التعاون الدولي
تتمتع هيئة البحوث الزراعية بتعاون وثيق مع مراكز المجموعة الاستشارية الدولية للبحوث الزراعية وبصفة خاصة المركز الدولي للبحوث الزراعية في المناطق الجافة (ICARDA) والمعهد الدولي لبحوث المحاصيل في المناطق الإستوائية القاحلة (ICRISAT) والمعهد الدولي لبحوث الأرز (IRRI) ورابطة غرب إفريقيا لتطوير الأرز (WARDA) والمركز الدولي لتحسين الذرة الصفراء والقمح CIMMYT والمعهد الدولي للزراعة المدارية   IITA والمعهد الدولي للمصادر الوراثية النباتية (IPGRI) والمعهد الدولي لبحوث الماشبة IIRI .
وحرصاً على توضيد هذه الروابط فقد وقع السودان في 2014 إتفاقية عضوية في المجموعة الإستشارية للبحوث الزراعية بهدف الإنتفاع من تجارب ونتائج البحوث في المراكز الدولية التابعة للمجموعة والمشاركة في تحديد وإعداد وتنفيذ أجندة الأبحاث الزراعية الدولية والبرامج الإستراتيجية، فضلاً عن الارتقاء بأنظمة البحوث الزراعية في السودان من خلال الاستفادة من تقنيات المعلومات والاتصال الحديثة. كما تهدف الاتفاقية إلى الاستفادة من بنوك الجينات والموارد الوراثية المتوافرة لدى المراكز البحثية الدولية في تطوير برامج التربية والتهجين في السودان، بالإضافة إلى القدرات وتدريب وتأهيل الكادر المحلي وتمكين الباحثين من المشاركة والإطلاع على مجالات البحث المختلفة.
والهيئة أيضاَ عضو مؤسس لرابطة تقوية البحوث الزراعية لشرق ووسط أفريقيا (ASARECA) واتحاد مجالس البحوث الزراعية للشرق الأدنى وشمال أفريقيا (AARENINA). ولها برامج مشتركة مع منظمات عالمية مثل منظمة الأغذية والزراعة العالمية (FAO) والوكالة الدولية للطاقة الذرية والبنك الإسلامي للتنمية والصندوق الدولي للتنمية الزراعية والعون الكندي وغيرها. كذلك ترتبط الهيئة بعلاقات ثنائية مع بعض الجامعات ومراكز البحوث في مصر وتركيا وإيران والصين والبرازيل وماليزيا واليابان والمانيا وغيرها.

## مجلس البحوث الزراعية بأكاديمية السودان للعلوم
تأسست أكاديمية السودان للعلوم قبل عشر سنوات ونيف في ظروف غاية في التعقيد والصعوبة، وبجهود إستثنائية غير مسبوقة إستطاعت خلالها أن تختصر الزمن بحجم إنجازاتها العلمية الكبيرة. وخدماتها التنموية في المجتمع التي فاقت فيها كثيراً من المؤسسات التعليمية التي سبقتها. ولعل أبرز إنجازاتها خلال عمرها الزمني القصير هو إكتمال بناء هيكلها، وتحديد أساليب عملها وتنشيط دورها في كافة المجالات البحثية لمواكبة متطلبات وتحديات القرن الحادي والعشرين وإنجازات أخرى على مستوى البناء الأكاديمي المتقدم لا يتسع المجال لسردها.

في إطار رسالة الأكاديمية يقوم مجلس البحوث الزراعية بإعداد مهنيين وباحثين زراعيين قادرين على الإسهام في تطوير قطاع الزراعة وإحداث النهضة الزراعية المنشودة من خلال توليد فيض مستمر من نتائج البحوث التطبيقية والتقانات الجديدة والعمل على نشرها بين المستفيدين. وقد بلغ عدد الخريجين في المجلس حتى بداية عام 2016 عدد 237 خريجاً منهم 74 من حملة الدكتوراه و 163 من حملة الماجستير في مختلف التخصصات الزراعية.
هيئة البحوث الزراعية هي هيئة حكومية تابعة لوزارة الزراعة والغابات في السودان.

## محطة أبحاث الحديبة الزراعية
هي محطة زراعية هامة جدا في السودان. تعمل في مجال البحث العلمي الزراعي في السودان. ولأن السودان بلد رائد في المجال الزراعي فقد درج الساسة السودانيين في إنشاء هذة المحطة الزراعية الرائدة في مجال البحث العلي الزراعي.
تم تأسيسها في عهد الفريق إبراهيم عبود عام 1965 ومن ثم نالت الاهتمام من قبل الحكومات المتعاقبة.
لهذه المحطة علاقات كبيرة بمنظمات دولية معنية في مجال الزراعة كمنظمة الفاو وايكاردا وإيفاد ويعمل فيها عدد من الباحثين القوميين.

### وصلات ذات صلة:
- الغابات في السودان
- ولاية الجزيرة[6]

## روابط خارجية
- الموقع الرسمي لهيئة البحوث الزراعية السودانية
- الموقع الرسمي للمكتبة المركزية ومركز نظم المعلومات الزراعية بهيئة البحوث الزراعية